# 天都卫星
天都一号卫星和天都二号卫星是中国探月工程基于鹊桥二号中继卫星技术的一对月球导航和通信试验卫星，以安徽黄山主峰天都峰命名。

## 设计和开发
天都卫星将在月球轨道编队飞行中，开展导航、通信技术验证试验。卫星对地激光测距以及卫星间微波测距技术也将进行测试。
天都卫星的任务是为中国拟议的鹊桥月球导航和通信阵列的设计提供信息。该系统将为月球表面作业提供支持服务。视距通信限制影响月球上的无人和载人作业，特别是在月球南极这个备受关注的区域，或者是月球背面。
天都一号质量为61kg，搭载Ka波段双波段综合通信载荷、激光反射器、空间路由器等载荷。天都二号质量为15kg，搭载通信有效载荷和导航设备。

## 任务
该任务于2024年与鹊桥二号一起作为单个探测器搭载在长征八号火箭上发射。
发射后，两颗卫星（相互连接）于2024年3月24日17:43（UTC）进入月球轨道，并进入围绕月球的大型椭圆轨道。在绕月大椭圆轨道上，它们于2024年4月3日分离，随后，这些卫星将通过高精度月球轨道测定技术进行星地激光测距和星间微波测距。